# David Oldfield
David Charles Oldfield (Perth, 30 maggio 1968) è un allenatore di calcio ed ex calciatore inglese, di ruolo centrocampista.

## Carriera

### Giocatore

#### Club
Esordisce tra i professionisti all'età di 19 anni nella stagione 1987-1988, con la maglia del Luton Town, con cui realizza 3 reti in 8 presenze nella prima divisione inglese (a cui aggiunge ulteriori 4 presenze stagionali tra Coppa di Lega e Full Members Cup); rimane agli Hatters anche nella stagione 1988-1989, nella quale segna un gol in 21 partite di campionato: nel marzo del 1989 viene poi ceduto per 600000 sterline al Manchester City, con cui conquista una promozione dalla seconda alla prima divisione, giocando da titolare gli ultimi mesi della Second Division 1988-1989 (11 presenze e 3 reti). L'anno seguente segna altre 3 reti in 15 presenze con i Citizens, questa volta in prima divisione, per poi venire ceduto a stagione in corso al Leicester City, nuovamente in seconda divisione, dove conclude la stagione mettendo a segno 5 reti in 20 partite di campionato.
Rimane poi alle Foxes anche nei due successivi campionati di seconda divisione, entrambi trascorsi giocando stabilmente da titolare (83 presenze e 13 reti totali); al termine della stagione 1991-1992 il club conquista la promozione in prima divisione, categoria in cui Oldfield trascorre poi un biennio (tra il 1992 ed il 1994) giocando da titolare, per complessive 71 presenze e 11 reti. Nella stagione 1994-1995 segna invece un gol in 15 presenze (sempre in massima serie), passando poi nella seconda parte della stagione in prestito al Millwall, con la cui maglia mette a segno 6 reti in 17 presenze in seconda divisione. Nell'estate del 1995 lascia poi definitivamente il Leicester City a cinque anni e mezzo di distanza dal suo arrivo nel club, dopo un totale di 221 presenze e 32 reti in partite ufficiali (tra cui 188 presenze e 26 reti in incontri di campionato), e fa ritorno al Luton Town, nel frattempo retrocesso in seconda divisione. Nella stagione 1995-1996 segna 2 reti in 34 partite di campionato, competizione che si conclude però con la retrocessione del club in terza divisione, categoria nella quale Oldfield gioca quindi negli anni seguenti (38 presenze e 6 reti nella stagione 1996-1997 e 45 presenze e 10 reti nella stagione 1997-1998).
Nell'estate del 1998 si trasferisce allo Stoke City, sempre in terza divisione: qui segna 6 reti in 46 partite nel campionato 1998-1999 ed una rete in 19 presenze nella stagione successiva, nella quale poi si trasferisce al Peterborough Utd, club con cui conquista una promozione dalla quarta alla terza divisione. Dopo un biennio trascorso in terza divisione all'Oxford Utd (di cui per un brevissimo periodo è anche allenatore ad interim) chiude la carriera giocando a livello semiprofessionistico con gli Stafford Rangers (22 presenze ed una rete in Conference National, ovvero la quinta divisione nonché più alto livello calcistico inglese al di fuori della Football League) e con il Tamworth. Nella stagione 2007-2008 è poi tesserato del Brackley Town, di cui però è anche allenatore e con cui di fatto non scende mai in campo.
In carriera ha totalizzato complessivamente 552 presenze e 73 reti nei campionati della Football League.

#### Nazionale
Nel 1988 ha giocato una partita nella nazionale inglese Under-21.

### Allenatore
Lasciato il Brackley Town allena per un triennio la squadra riserve del Peterborough United, di cui poi diventa per un breve periodo allenatore ad interim. Dopo aver allenato nelle giovanili di West Bromwich e MK Dons, lavora per un biennio come vice di Jimmy Floyd Hasselbaink a Burton Albion e QPR. Torna quindi al Peterborough United, questa volta come vice; nel febbraio del 2018 diventa poi per una partita allenatore ad interim, sconfiggendo con il punteggio di 2-1 il Walsall; dopo l'arrivo di Steve Evans come nuovo allenatore, lascia il club. Nel marzo del 2020 diventa allenatore dell'Oxford City, club di National League South (sesta divisione). Il 18 gennaio 2022, con la squadra quarta in classifica, si dimette per diventare il nuovo allenatore del Weymouth, con cui a fine anno retrocede però in sesta divisione. Il 14 settembre 2022 lascia il club di comune accordo con la dirigenza.